# Ева Џентри
Ева Џентри (енгл. Ewa Gentry) насељено је место за статистичке потребе у америчкој савезној држави Хаваји. По попису становништва из 2010. у њему је живело 22.690 становника.

## Демографија
Према попису становништва из 2010. у граду је живело 22.690 становника, што је 17.751 (359,4%) становника више него 2000. године.
| Група             | 2000.         | 2010.          |
| Белци             | 688 (13,9%)   | 3.194 (14,1%)  |
| Афроамериканци    | 191 (3,9%)    | 817 (3,6%)     |
| Азијати           | 2.536 (51,3%) | 10.063 (44,3%) |
| Хиспаноамериканци | 429 (8,7%)    | 2.792 (12,3%)  |
| Укупно            | 4.939         | 22.690         |